# Turdus arthuri
El zorzal de Arthur o  zorzal piquinegro guayanés (Turdus arthuri), también denominado mirla da campina (en Colombia) o paraulata amazónica (en Venezuela), es una especie de ave paseriforme de la familia Turdidae, perteneciente al numeroso género Turdus; hasta el año 2019 era considerada una subespecie del zorzal piquinegro (Turdus ignobilis). Es nativo de regiones amazónicas y del escudo guayanés en Sudamérica.

## Distribución y hábitat
Se distribuye desde el extremo este de Colombia, por el sur de Venezuela, Guyana y Surinam y en zonas aisladas del centro de la Amazonia brasileña, tanto al norte como al sur del río Amazonas.
Esta especie es considerada de bastante común a poco común en sus hábitats naturales: las campinas, bosques ligeros, crecimientos secundarios altos, áreas degradadas e inclusive parques y jardines. En Surinam está totalmente confinado en sabanas arenosas con matorrales dispersos y fragmentos de bosque. En Brasil, hasta los 1200 m de altitud.

## Sistemática

### Descripción original
La especie T. arthuri fue descrita por primera vez por el ornitólogo británico Charles Chubb en 1914 bajo el nombre científico Planesticus arthuri; su localidad tipo es: «río Abary, Guyana».

### Etimología
El nombre genérico masculino «Turdus» es una palabra latina que designa a los ‘tordos’ o ‘mirlos’; y el nombre de la especie «arthuri» fue dado en homenaje a Arthur, hijo del explorador y colector inglés Frederick Vavasour McConnell.

### Taxonomía
La presente especie y Turdus murinus fueron tradicionalmente consideradas como subespecies de Turdus ignobilis, pero estudios filogenéticos conducidos en los años 2010 concluyeron que T. murinus es pariente muy distante de ignobilis, y que T. arthuri, a pesar de más próxima, también es distante, adicionalmente la separación de arthuri se justifica debido a la simpatría sin intergradación con la subespecie T. ignobilis debilis en dos localidades de Colombia. La separación de las dos especies fue reconocida en la Propuesta No 814 al Comité de Clasificación de Sudamérica (SACC) en marzo de 2019. Es monotípica.